# TA女子

TA女子（ティーエー-じょし）は、2014年に結成されたJ-beansに所属および、ARTiFACTが運営する日本のアイドルグループ。

## 概要
- TA女子とは「とりあえず集まった女子」の略で、当時ボイストレーナーだった現TA女子プロデューサーの山口恭平が、レッスン生に「とりあえず何かやってみようよ」と声をかけTA女子が始動。物事を始めるきっかけ「とりあえず、何かやってみる」ことの大切さを伝えるため、ロックからポップまでジャンルを問わず、幅広い楽曲に挑戦している。[2]
- 2023年6月、新メンバー加入に際し配信にてプロデューサーの山口恭平が「各方面から頻繁に質問が来る」と前置きした上で、「メンバーの山口有紀奈・山口えりと名字が同じであることは偶然であり、血縁関係等は一切ない」と正式に関係性について明かした。

## メンバー
| 名前                           | 誕生日   | 出身地     | メンバーカラー | 備考                               |
| ------------------------------ | -------- | ---------- | -------------- | ---------------------------------- |
| 山口有紀奈 （やまぐち ゆきな） | 1月4日   | ほぼ群馬県 | 赤             |                                    |
| 朝日奈咲季 （あさひな さき）   | 11月9日  | 東京都     | 黄緑色         |                                    |
| 伊藤奏恵 （いとう かなえ）     | 12月16日 | 埼玉県     | 黄色           |                                    |
| 大澤菜々子 （おおさわ ななこ） | 3月10日  | 千葉県     | 黒             | ライブ等のペンライトでは白色を使用 |
| 氏江美憂 （うじえ みゆう）     | 5月18日  | 東京都     | 水色           |                                    |
| 山口えり （やまぐち えり）     | 2月8日   | 非公表     | ビビットピンク | 山口有紀奈の実姉。元リーダー       |
| オニギ・リオ （おにぎ りお）   | 6月13日  | 非公表     | パープル       |                                    |

## 略歴

### 2014年
- 結成

定期開催のJ-beansLIVEにてお披露目、お披露目ライブではグループ名は“TA女子(仮)”であり、毎度実施されている来場者投票にて1位を獲得しなければ活動続行できないという条件付きで結成。見事1位を獲得した後、グループ名が“TA女子(？)”になる。
結成から4度のJ-beansライブを終え、高校卒業に伴い田村杏子が卒業、大学受験専念のため小野崎美憂が活動休止。
- 2015年末時点でのメンバーは山口恵里、山口有紀奈、伊藤奏恵、白鳥瑞季、ナナエ、宮内夏野、朝日奈咲季、藤原あかね、石橋綾実（詳しい活動開始時期などは不明）

尚、このときには既に“(仮)”も“(？)”もグループ名から外れ、“TA女子”となっている。

### 2016年
- 3月、大澤菜々子が加入

### 2017年
- 本格的に始動
- 4月、白鳥瑞季が学業を優先するため卒業
- 5月、氏江美憂が加入。
- 6月から、テレビ朝日愛踊祭2017に参加
- 8月、藤原あかねが卒業
- 10月22日、四谷Honey Burstにて『TA女子 1stワンマンライブ#【夢】～はじまり～』を開催

### 2018年
- 1月、ナナエが卒業
- 3月11日、四谷LOTUSにて『TA女子2nd ワンマンライブ#【挑】～リベンジ～』を開催。動員100名を達成
- 10月7日、LIVE HALL aube shibuyaにて『TA女子3rdワンマンライブ#【翔】～次元を超えろ～』を開催。動員200名を達成
- GAINA MATSUYAMA 2018愛媛武道館出演

### 2019年
- 5月、TSUTAYA O-EAST JAPAN EXPO Tokyo Candoll ファイナリストに選出
- 7月30日、新宿ReNYにて『TA女子 4thワンマンライブ#【真】～論より証拠～』を開催。動員350名超えを達成
- 8月、OTODAMA SEA STUDIO 2019に出演
- 10月、宮内夏野、山口恵里が卒業。

### 2020年
- 4月、新宿BLAZEにて『TA女子5thワンマンライブ#【旗】～ココカラ～』を予定していたが、新型コロナウイルス蔓延の影響により延期
- 8月、TBS系テレビ番組『有田ジェネレーション』8月度EDに『指さされヒーロー』が起用される
- 8月、TBS系テレビ番組『イベントGO!』8月度OP『over clock』が起用される
- 11月10日、1st Single『指さされヒーロー』がオリコンデイリーチャート1位、オリコンインディースチャート1位となる
- TBS開運音楽堂 MUSIC B.B.エンディングレコメンドに『指さされヒーロー』が選出される
- 12月、ラジオ番組『もしかしてどぶろっくだけど』出演

### 2021年
- 2月、石橋綾実が美容関係の職業を目指すため卒業
- 4月20日、新宿BLAZEにて『TA女子5thワンマンライブ#【旗】～ココカラ～』を開催。
- 4月、FM FUJIで初の冠ラジオ番組　GIRLS GIRLS GIRLS RED ZONE TA女子のとりあえずラジオやってみようよ！ が放送開始
- 8月、『明日に繋げサヨナラ』が、TBS『王様のブランチ』8月度EDに起用される
- 8月、TBS系テレビ番組『イベントGO!』8月度OP『over clock』が起用される
- 9月、2nd両A面Single『明日に繋げサヨナラ/Crazy Sunlize』をリリース

### 2022年
- 3月29日、配信シングル「CORE」「SHINJADAI MOVEMENT」をリリース
- 7月19日、渋谷Spotify O-EAST『TA女子6th大型単独公演#【線】～ライン、向こう側へ～』を開催。

### 2023年
- 1月25日、3rd両A面シングル『ANATA ni HELPUSH!!/死屍累々』発売
- 5月31日、『TA女子豊洲PIT7th単独公演#【扉】～エソラゴトの向こう側～』を豊洲PITにて開催。7月1日より、初の単独ツアーを開催、また同ツアーより新メンバーが加入することが発表された。
- 6月4日、新メンバーとして2019年に卒業した山口恵里（復帰に際し名義を山口"えり"に変更）、オニギ・リオの2名の加入を発表。
- 7月1日、『TA女子1000CLUB ♯【承】~What's New Member~』に【1000CLUB】にて開催。山口えり、オニギ・リオが加入し、7人体制になる。 また、TOURSECONDのタイトル、『TA女子TOUR 2nd IN 川崎CLUB CITTA'＃【転】~あなたに伝えたいこと~』が発表された
- 8月20日、SUMMER SONICに出演。

## 出演
ラジオ
- GIRLS GIRLS GIRLS RED ZONE「TA女子のとりあえずラジオやってみようよ！」
FM FUJI / 1期2021 年4 月～　毎週金曜23:00　2 期2021 年9 月～　毎週土曜23:00